# Jeunesse d'Émile Zola
La jeunesse d'Émile Zola est marquée par la mort de son père, sa vie dans le Sud de la France et une scolarité d'excellent niveau, mais concrétisée par aucun diplôme, qui le projette dans la vie active par la petite porte.

## Les origines de l’écrivain

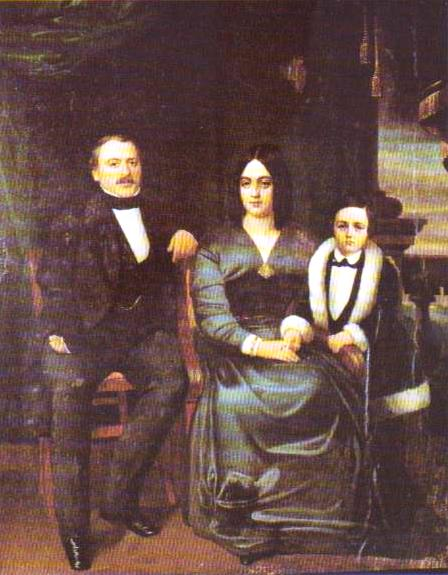
Émile Zola enfant avec ses parents vers 1845.

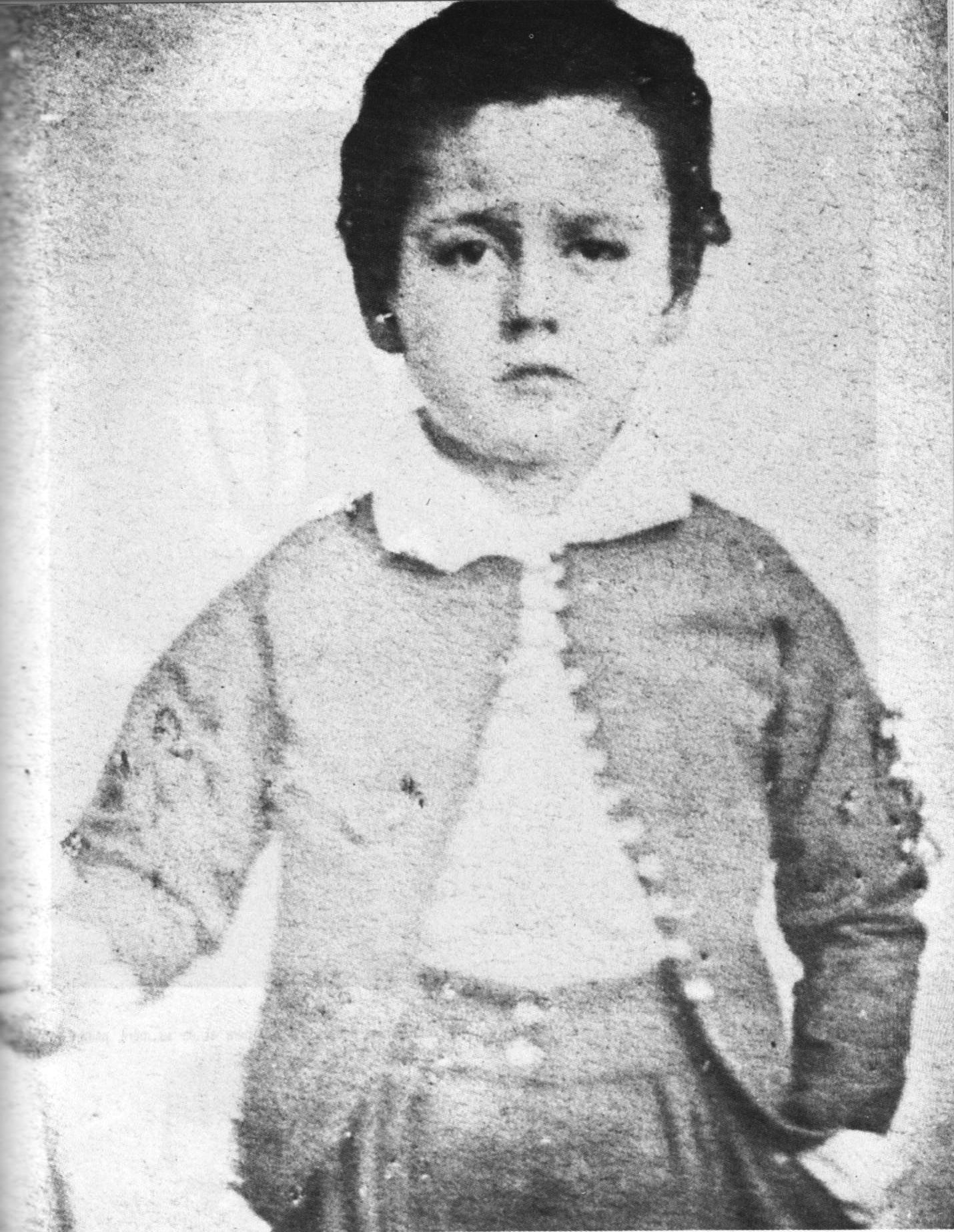
Photographie d’Émile Zola à six ans, 1846.

Émile Zola était né Italien à Paris, rue Saint-Joseph, le 2 avril 1840, fils unique de Francesco Zollaet Émilie Aubert. 

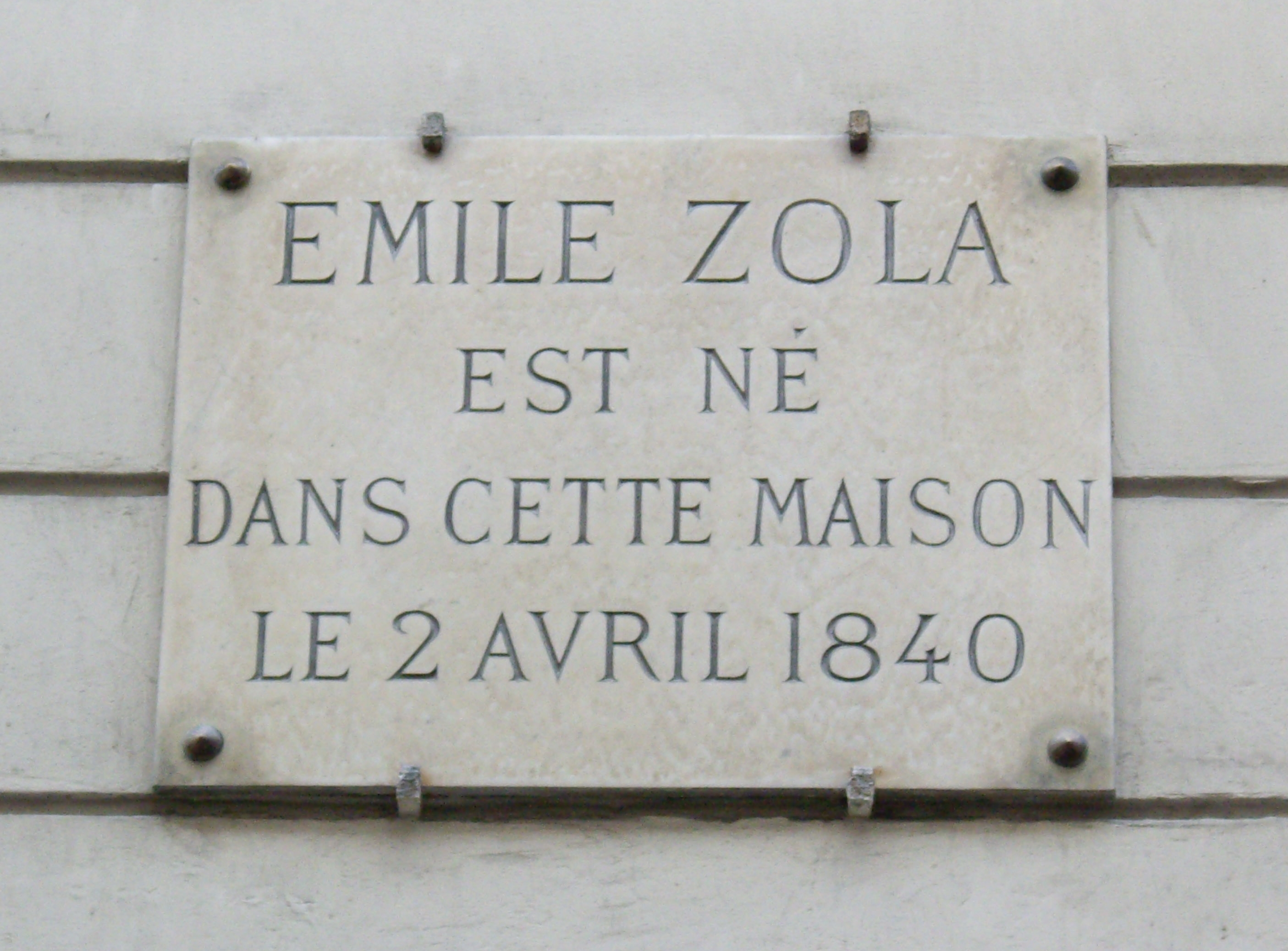
Plaque commémorative apposée au 10, rue Saint-Joseph à Paris (rue alors située dans l’ancien 3e arrondissement et aujourd’hui (depuis 1860) dans l’actuel 2e arrondissement).

Son père fut un brillant ingénieur de travaux publics militaire, originaire de Vénétie, en Italie.
En 1843, la famille part s’installer à Aix-en-Provence, où François, devenu ingénieur civil, supervise la construction du canal qui portera son nom.
Mais il meurt de maladie en 1848, laissant sa veuve dans un dénuement quasi total.
L’image d’un père dominateur et énergique est pour certains historiens à l’origine de cette force de travail et de ce monument que constitue son œuvre littéraire.
Émilie Aubert, sa mère, a entouré l’orphelin de sept ans de tout son amour, avec la grand-mère de l’enfant, Henriette Aubert. 
Restée proche de son fils jusqu’à sa mort en 1880, elle a fortement influencé son œuvre et sa vie quotidienne, laissant le romancier désemparé pendant de nombreuses années après sa disparition.

## Scolarité
La scolarité d'Émile Zola commence alors qu'il est âgé de sept ans, ce qui est relativement tardif.
Sa mère parvient à inscrire son enfant à la pension d'Aix-en-Provence, où il reçoit une instruction de qualité pendant cinq ans.
L'enfant reçoit aussi une éducation religieuse et fait sa première communion et sa confirmation en juin 1852.
Émile Zola suit une instruction secondaire au collège Bourbon d'Aix à partir de 1852.
Le futur écrivain ne parvient pas à entreprendre d'études universitaires, puisqu’il est recalé deux fois au baccalauréat des sciences en 1859.
À Paris, en juillet, il échoue à l'oral ; à Marseille lors de la deuxième session en novembre, c'est l'échec à l'écrit de français ! 
Ces échecs marquent profondément le jeune homme.
Il est désespéré d'avoir déçu sa mère qui voyait en lui, le successeur de son défunt mari, et la ramènerait à son rang social.
Il est aussi conscient d'aller au-devant de graves difficultés matérielles : « J'ai fait très peu d'études... J'étais conscient des problèmes matériels à venir face à l'impossibilité que j'avais d'entreprendre un cycle universitaire ». 
Toutefois ses scolarités au collège Bourbon d’Aix-en-Provence et surtout au lycée Saint-Louis à Paris lui fournissent un solide bagage littéraire. 
À Aix-en-Provence, il se lie d'amitié avec Jean-Baptistin Bailleet surtout Paul Cézanne qui reste son ami proche jusqu’en 1886.
Ce dernier l'initie aux arts graphiques, et particulièrement à la peinture.
C’est une période où Zola se prend de passion pour le romantisme d’Alfred de Musset, d’Alfred de Vigny et de Victor Hugo, écrivant des milliers de vers, aujourd’hui perdus.
Aix-en-Provence et sa région a constitué une source de nombreux tableaux de la Provence dans Les Rougon-Macquart, en commençant par la ville elle-même qui sert de toile de fond à plusieurs romans, rebaptisée en Plassans.

## Vie de bohème

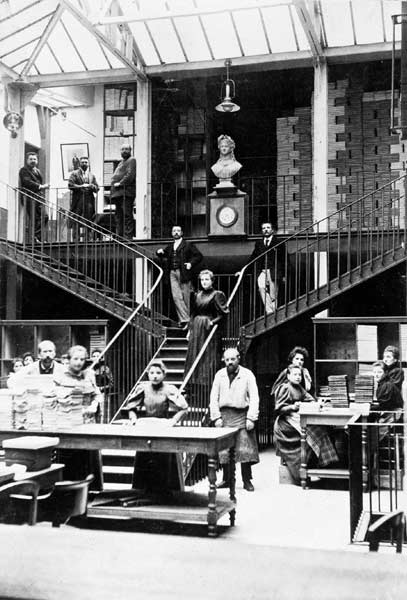
Le service des expéditions de la Librairie Hachette.

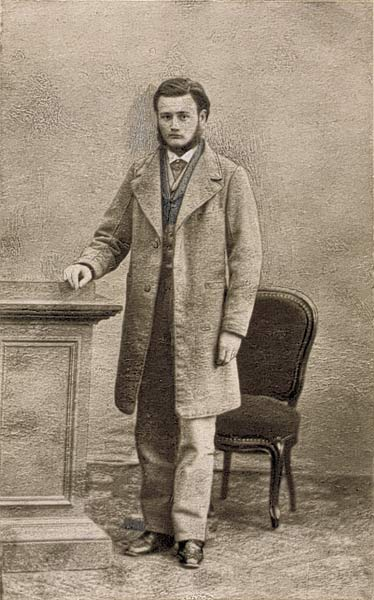
Émile Zola vers 1862, il a vingt-deux ans.

Émile Zola quitte Aix avec regret, et déménage à Paris en 1858 pour rejoindre sa mère. 
Il y vit aux limites de l'indigence, dans l'isolement et la solitude. 
En évoquant ce souvenir douloureux, il dit qu'« être pauvre à Paris, c'est être pauvre deux fois ». 
L'espoir d'un retour vers la Provence, vers moins de pauvreté et ses amis, est déçu, déception que les longues promenades dans la campagne du Sud-Est parisien ne parviennent pas à consoler.
Mais petit à petit, Zola parvient à sortir de son isolement en se constituant un petit cercle d'amis, majoritairement aixois d'origine.
Dans la capitale, il complète sa belle culture humaniste en lisant Molière, Montaigne et Shakespeare. 
Il est aussi influencé par des auteurs contemporains, comme Jules Michelet, source de ses inspirations scientifiques et médicales.
Zola est en effet frappé par les conceptions de Michelet sur la physiologie de la femme, dont la théorie de l'imprégnation qu'il utilise dans Madeleine Ferat.
Balzac, qui aura une influence capitale sur son œuvre à venir, n'intéresse Zola qu'à partir de 1866.
Pratiquement sans moyens ni revenus, il doit s'occuper de sa mère dont il a la charge.

## Débuts dans la vie professionnelle
Il commence sa vie professionnelle aux Docks de la douane en avril 1860, « une immonde écurie, une infâme boutique », comme employé aux écritures, pour à peine soixante francs par mois.
Il n'y reste que trois mois.
C'est en écrivant encore et toujours qu'il cherche à s'émanciper d'une vie de labeur pleine d'ennui.
Le 7 avril 1861, il demande et obtient la nationalité française.
Grâce à une connaissance indirecte de son père, Zola parvient à entrer en contact avec Louis Hachette, qui l'embauche le 1er mars 1862.
C'est sa chance, et il va la saisir à pleines mains. 
Il y reste quatre ans. En tant que commis aux expéditions, il intègre rapidement le service de publicité.
On dirait aujourd'hui qu'il est attaché de presse.
Son travail consiste à lire tout ce qui est publié chez Hachette et à convaincre les critiques littéraires de la qualité des ouvrages.
Un poste stratégique pour le jeune garçon, animé de la volonté de devenir écrivain.
En moins de deux ans, il prend la tête du service et remplit son carnet d'adresses.
Ce travail lui apporte des revenus, qui restent cependant assez réduits.
Mais c'est surtout l'occasion pour le jeune homme d'approcher des figures du monde littéraire parisien comme Émile Deschanel, Sainte-Beuve, Hippolyte Taine et Émile Littré. 
Il prend aussi conscience de l'existence d'une véritable industrie du livre, où la communication et la publicité, via la presse et l'affichage, ont un rôle essentiel. 
Il ne suffit pas de savoir écrire, il faut le faire savoir.
À la librairie Hachette, l'idéologie positiviste et anticléricale, au sein de cette entreprise spécialisée dans la vulgarisation scientifique et les dictionnaires, le marque profondément.
C'est aussi, pour Zola, une expérience instructive que de vivre de l'intérieur le fonctionnement d'une grande entreprise d'édition, dirigée par un véritable capitaine d'industrie, observations qu'il utilisera à son profit pour certaines descriptions d’Au Bonheur des Dames.
Travaillant avec acharnement pendant ses loisirs, il parvient alors, à faire publier ses premiers articles et son premier livre, édité par Hetzel : Les Contes à Ninon.